# Југоисточни Сулавеси
Југоисточни Сулавеси популарно и као Султра (инд. Sulawesi Tenggara или Sultra), једна је од 34 провинције Индонезије. Провинција се налази на острву Сулавеси у источном делу Индонезије. Покрива укупну површину од 38.068 км² и има 2.232.586 становника (2010).
Главни и највећи град је Кендари.
Састав становништва је мултиетнички, а доминантна религија је ислам (96%).

## Демографија
| 1971.   | 1980.   | 1990.     | 1995.     | 2000.     | 2010.     |
| ------- | ------- | --------- | --------- | --------- | --------- |
| 714.120 | 942.302 | 1.349.619 | 1.586.917 | 1.821.284 | 2.232.586 |